# Vlag van Wrocław

Vlag van Wrocław (ratio 5:8)

Versie met wapen (niet officieel)

De vlag van Wrocław bestaat uit twee even hoge horizontale banen in de kleuren rood (boven) en geel. Deze kleuren zijn afgeleid van de kleuren van het wapen van Wrocław. Het werd oorspronkelijk aangenomen in 1938.

## Historische vlaggen
Tot 1938 waren de kleuren van Wrocław rood en wit in de vorm van horizontale strepen: vier (2 rood + 2 wit) of vijf (3 rood + 2 wit). Vóór 1938 werd ook de stadsvlag met een wapenschild gebruikt.

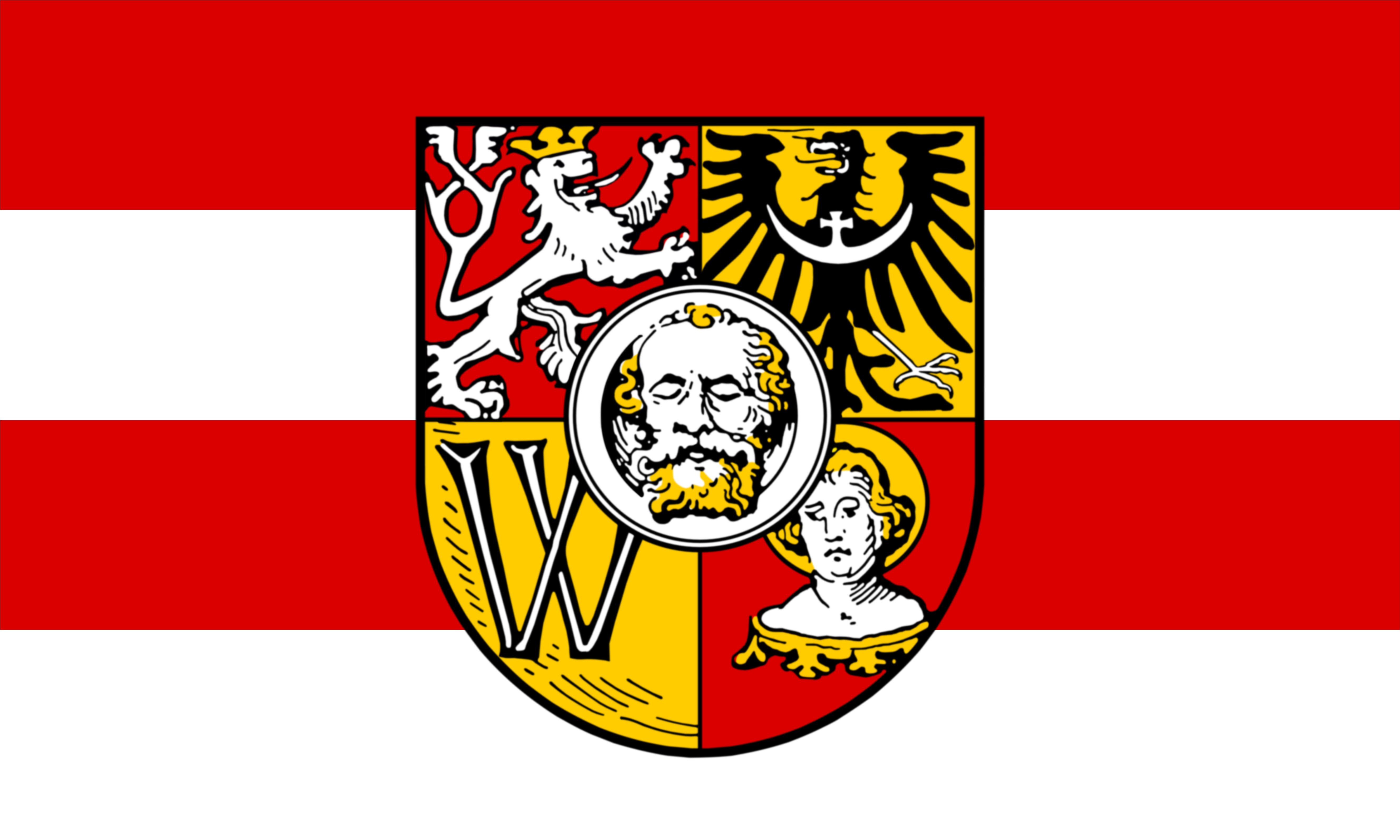
Vlag van Breslau (1938)
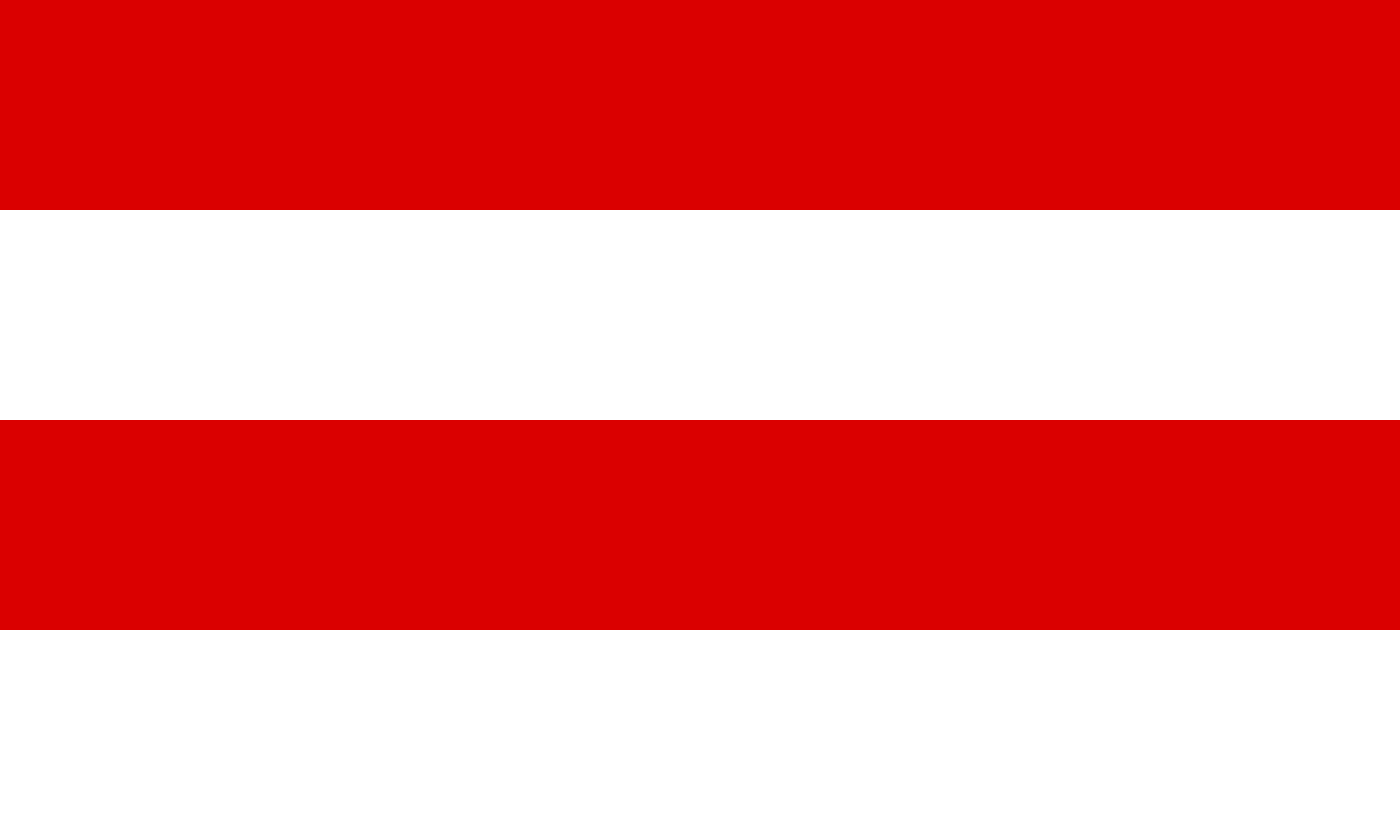
Vlag van Breslau